# Diethard Klante
Diethard Klante (n. 3 ianuarie 1939, Oeslau, Oberfranken, Bavaria) este un regizor de filme de televiziune din Germania.
1. ↑  Diethard Klante, Filmportal.de, accesat în 9 octombrie 2017
2. ↑  Katalog der Deutschen Nationalbibliothek, accesat în 28 mai 2020
3. ↑  Czech National Authority Database, accesat în 1 martie 2022